# 克莱夫 (艾伯塔省)
克莱夫是加拿大艾伯塔省中部的一个村庄。 距离拉科姆东部15分钟，距离红鹿市30分钟路程。
该村命名用以纪念印度总司令罗伯特·克莱夫。

## 人口统计
在加拿大统计局进行的2016年人口普查中，克莱夫村录得人口715人，居住在306座私人住宅中的286座，比2011年人口675人增加了5.9％。土地面积为2.17平方公里，2016年人口密度为329.5 /平方公里。
在2011年人口普查中，克莱夫村的人口为675人，居住在299个住房中的252个，比2006年的562人增加了20.1％。土地面积为2.12平方公里，2011年人口密度为318.4 /平方公里。
根据2007年市政府人口普查村的人口为610人。

## 服务
克莱夫村有一间杂货店，两间酒吧和众多的其他服务。 

## 教育
克莱夫学校位于克莱夫北端，约有250-300名学生从幼儿园读到九年级。

## 设施
克莱夫在学校旁边建有一个滑冰公园。 它包括两个八英尺四分之一管道，两个六英尺四分之一管道，两个四英尺四分之一管道，一个箱子，楼梯和一个野餐桌。

## 另请参见
- 艾伯塔省行政区划
- 艾伯塔省的村庄名单